# Наталис Емануил Петровиц
Наталис Емануил Петровиц (на гръцки: Νατάλης Εμμανουήλ Πέτροβιτς) е гръцки учен фолклорист и историк от XX век.

## Биография
Петровиц е роден в 1899 година в източномакедонския град Сяр, но произхожда от видно семейство от Мелник, сродено с Христомани. Завършва гимназията и успоредно с това Израелския универсален алианс в Сяр, където учи на френски. В 1917 година българските окупационни власти го депортират в трудов лагер и след завръщането си в 1919 година завършва Дойче Шуле в Атина и Търговското училище на Паладиос.
Започва работа в Емборики банк, където прави кариера и е директор на централните клонове в Атина.
Петровиц в продължение на 40 години събира фолклорни материали от Сярско. Книгата му „Изследвания на средновековната история на Сяр“ („Μελέται μεσαιωνικής ιστορίας των Σερρών“), в която като втора част е включен „Фолклорен сборник от Сяр“ („Λαογραφικά σύμμεικτα των Σερρών“), е ненадмината и е основа за всички последващи изследвания в областта. Автор е и на книгата „Серски есета“ („Σερραϊκά μελετήματα“), „Амфиполис или Македонската Първа“ („Αμφίπολις η Μακεδόνων Πρώτη“), както и на „Серският диалект“ („Διάλεκτο των Σερρών“). Повечето книги са отпечатани в поредицата „Серски хроники“ („Σερραϊκών Χρονικών“). Пише и публикува във вестници и списания стихове и разкази.
Генерален секретар е на Сярско-мелнишкото историческо и фолклорно общество, чийто председател е Петрос Пенас и заместник-председател Триандафилос Теодоридис.
Умира на 30 октомври 1971 година.